# Shoah (film)
Shoah – dziewięcioipółgodzinny film dokumentalny Claude’a Lanzmanna z 1985 roku o Holokauście (po hebrajsku Szoa).
Praca nad filmem trwała 11 lat. Dokumentacja była zbierana w 14 krajach, zdjęcia zajęły ok. 350 godzin, montaż 5 lat. W Shoah nie użyto żadnych zdjęć archiwalnych, żadnych fotografii ani kadrów z kronik niemieckich z okresu II wojny światowej. Reżyser przeprowadza wywiady ze świadkami Zagłady – Żydami, Polakami i Niemcami. Ukazane są miejsca związane z Holokaustem – tereny obozów koncentracyjnych i śmierci, tory kolejowe, miejsca, z których odbywały się deportacje. Za film ten Lanzmann otrzymał wiele nagród i 13 doktoratów honoris causa.
W Telewizji Polskiej w latach 80. film został wyemitowany w okrojonej wersji (trzygodzinnej), poddanej oficjalnej krytyce ze strony ówczesnej władzy, oskarżającej reżysera o antypolonizm. Lanzmann celowo pominął wywiady z Polakami, które problematyzowały kwestię antysemityzmu w okupowanej Polsce (w tym relację Jana Karskiego o nieskutecznej audiencji u Franklina Delano Roosevelta). Co więcej, Lanzmann uznawał Shoah za jedyny słuszny film poświęcony Zagładzie Żydów, toteż przypuszczał ataki na wszelkie późniejsze produkcje poświęcone zamordowanym Żydom (na przykład Korczaka Andrzeja Wajdy oraz Listę Schindlera Stevena Spielberga). Jerzy Turowicz na łamach „Tygodnika Powszechnego” pisał, że „film jest zdecydowanie nieobiektywny, tendencyjny i w ostatecznej wymowie – antypolski”.